# Consell Pontifici per a la Cura Pastoral dels Treballadors dels Serveis de Sanitat
El Consell Pontifici per a la Cura Pastoral dels Treballadors dels Serveis de Sanitat (llatí: Pontificium consilium pro valetudinis administris) és un departament de la cúria romana
L'11 de febrer de 1985, el Papa Joan Pau II mitjançant el motu proprio Dolentium Hominum instituí la Pontifícia comissió per la pastoral dels operadors sanitaris. Tres anys més tard, amb la reforma de la Cúria pontifícia (Pastor Bonus, 28 de juny de 1988), la comissió esdevingué el "Consell Pontifici per a la Cura Pastoral dels Treballadors dels Serveis de Sanitat", assolint l'autonomia que la constitució apostòlica dona a tots els dicasteris.
El 19 d'abril de 2009 el Papa Benet XVI nomenà com a president l'arquebisbe Zygmunt Zimowski.

## Descripció
La constitució apostòlica descriu la tasca del concili així:
- Art. 152 – El Consell Pontifici manifesta la sol·licitud de l'Església pels malalts, ajudant a aquells que realitzen un servei pels que estan malalts i els que pateixen, a fi que l'apostolat de la misericòrdia, al que estan dedicats, respongui cada cop millor a les noves exigències.
- Art. 153 –  §1. Pertoca al Consell difondre la doctrina de l'Església sobre els aspectes espirituals i morals de la malaltia i el significat del dolor humà.

La seva tasca també inclou la coordinació de les activitats dels diferents dicasteris de la Cúria Pontifícia relatives a la sanitat. El Consell Pontifici explica i defensa el Magisteri de l'Església sobre qüestions de salut. També segueix i estudia els programes i iniciatives de polítiques de salut, tana nivell nacional com internacional, amb l'objectiu d'extraure la seva rellevança i implicació per a la cura pastoral de l'Església.

### Tasca amb els pacients de la SIDA
L'actual secretari, monsenyor Mupendawatu va dir, en una entrevista el 21 de juliol de 2011 al diari L'Osservatore Romano, que una fundació papal afiliada amb el Consell Pontifici, que està molt dedicada als pacients de la SIDA, pot expandir els seus serveis per incloure un programa global de distribució de medicaments contra-SIDA.
La iniciativa respondria a una escassetat dels medicaments antiretrovirals i altres medicaments a països pobres, on la immensa majoria de pacients de SIDA no reben un tractament adequat.
Mupendawatu és delegat de la Fundació Bon Samarità, establerta pel Papa Joan Pau II al 2004, per proveir suport econòmic als malalts que estan en necessitat, en particular els malalts de SIDA.
Mupendawatu afirmà que la Fundació planejava enfortir la seva activitat, en particular a l'Àfrica, incrementant la seva promoció de donacions de material mèdic i farmacèutic, i treballant més a prop amb els caps catòlics locals per situar l'Església al front de la cura dels pacients de SIDA.
Per afavorir aquests esforços la fundació podia obrir oficines en tots els continents, que funcionarien en coordinació amb l'oficina central al Vaticà.
«La fundació també està estudiant la possibilitat de crear el seu propi "centre farmacèutic" que permetria obtenir i distribuir medicaments a països pobres», digué. El centre també podria treballar en cooperació amb altres agències de l'Església.
Mupendawatu digué que mentre més del 25% de l'assistència global als pacients de SIDA és oferta per institucions catòliques, l'Església necessita fer encara més davant l'epidèmia, que infecta 7.000 persones noves cada dia.
Una de les prioritats de l'Església és ajudar a fer «de l'accés universal i lliure al tractament» una realitat per a tots aquells infectats amb SIDA. «Avui, només un 5% dels pacients amb SIDA un tractament adequat», afirmà. «És suficient per adonar-se que la majoria dels pacients de SIDA a l'Àfrica viuen amb un dòlar al dia i no poden fer front a cap tractament. A més, és necessari assolir l'objectiu essencial de medicaments sense cost.», 
Mupendawatu digué que la insistència de l'Església que l'educació en la sexualitat responsable sigui part de qualsevol estratègia anti-SIDA ha estat apreciada en cercles científics, de fet, al contrari del que pensa el públic. La posició de l'Església és que la prevenció de la SIDA efectiva ha d'incloure d'abandonament dels comportaments d'alt risc i l'adopció d'una "sexualitat equilibrada" basada en la monogàmia permanent, la inclusió de la castedat premarital total i acabant en la fidelitat marital.
Va observar que la intenció de pregària mensual per juliol de Benet XVI evocava el compromís de l'església per als malalts de SIDA: «Perquè els cristians puguin alleujar els sofriments físics i espirituals dels que estan malalts de SIDA, especialment en els països més pobres.»

## Composició
El consell pontifici està format per un President, l'arquebisbe Zygmunt Zimowski, un Secretari, monsenyor Jean-Marie Musivi Mupendawatu, i un Sots-secretari, el pare Augusto Chendi, M.I., conjuntament amb un comitè de 6 funcionaris. Els 36 membres i els 50 consultors, nomenats pel Papa, representen els dicasteris i organitzacions de la Cúria, l'episcopat i el laïcat.
El President, el Secretari i el Sots-secretari, participen en les reunions interdicasterials, així com a conferències i xerrades relatives al camp de la sanitat.

### Cronologia de presidents
- Cardenal Eduardo Francisco Pironio † (16 de febrer de 1985 - 1 de març de 1989 renuncià)
  - Arquebisbe Fiorenzo Angelini † (16 de febrer de 1985 - 1 de març de 1989 nomenat president del mateix dicasteri) (pro-president)
- Cardenal Fiorenzo Angelini † (1 de març de 1989 - 31 de desembre de 1996 jubilat)
- Cardenal Javier Lozano Barragán (7 de gener de 1997 - 18 d'abril de 2009 jubilat)
- Arquebisbe Zygmunt Zimowski, des del 18 d'abril de 2009

### Cronologia dels secretaris
- Bisbe José Luis Redrado Marchite, O.H. (5 de desembre de 1998 - 14 de juliol de 2011 jubilat)
- Mossèn Jean-Marie Mate Musivi Mupendawatu, des del 14 de juliol de 2011

### Cronologia dels sots-secretaris
- Mossèn Felice Ruffini, M.I. (1985 - 2009 renuncià)
- Monsenyor Jean-Marie Mate Musivi Mupendawatu (1 de setembre de 2009 - 14 de juliol de 2011 nomenat secretari del mateix dicasteri)
- Mossèn Augusto Chendi, M.I., des del 14 de juliol de 2011